# Wesper
 (novembre 2016).
Si vous disposez d'ouvrages ou d'articles de référence ou si vous connaissez des sites web de qualité traitant du thème abordé ici, merci de compléter l'article en donnant les références utiles à sa vérifiabilité et en les liant à la section « Notes et références ».
 (novembre 2016).
Wesper est une marque française fondée en 1948 et située à Pons (Charente-Maritime), spécialisée dans la conception, le développement et la production de systèmes de conditionnement et de traitement d’air pour les applications commerciales, industrielles et tertiaires.
Cette entreprise est à présent détenue à 100 % par des capitaux privés Français[réf. nécessaire].

## Historique de l’entreprise

### Des origines liées à l’équipement ferroviaire
Issu d’une ancienne distillerie de betteraves à sucre créée en 1881 avec un embranchement ferroviaire toujours en service, le site industriel est racheté dans les années 1900 par William Augereau, ingénieur résidant à Pons, propriétaire du château des Énigmes, qui y installe une usine de montage concernant la sécurité dans les chemins de fer[réf. à confirmer].
En 1918, la Compagnie des freins et signaux Westinghouse, dans le cadre de sa décentralisation, y établit une usine de matériel destiné à équiper les chemins de fer français. Dans son usine de Pons, elle y construit du matériel de transfert de vapeur. Cette activité de construction mécanique s’est maintenue jusqu’au début de la Seconde Guerre mondiale[réf. nécessaire].

### Seconde Guerre mondiale et les trente glorieuses
En 1940, l’usine est ravagée en partie par un incendie, mais est reconstruite rapidement afin de poursuivre son activité industrielle jusqu'en 1948[réf. à confirmer].
Grâce à son expérience professionnelle largement acquise dans le domaine de la vapeur, l'entreprise diversifie ses productions en s'étendant alors aux appareils de chauffage destinés aux secteurs industriels et domestiques[source insuffisante].
C'est en 1961 que la Société de Mécanique et de Chaudronnerie de Pons, la SMCP, qui vient de se créer, acquiert ses installations. C'est alors que la marque Wesper est créée pour ces nouveaux produits[réf. à confirmer].
1969 : La SMCP, devenue Wesper S.A., reprend les productions de la société Chanard. L’entreprise s’oriente dès lors vers la fabrication de matériel de ventilation et de conditionnement d’air[réf. nécessaire].

### de 1980 à 1999
1981 : Wesper devient Wesper CEMTA (Compagnie Européenne de Matériel Thermique et Aéraulique) et est filiale à 100 % de Saint-Gobain-Pont-à-Mousson.
1987 : Wesper est rachetée par le groupe américain Snydergeneral Corporation, spécialisé dans la fabrication d’équipements de chauffage, ventilation, conditionnement d’air, réfrigération et filtration. Le nom de Wesper se trouve désormais associé à ceux, mondialement connus, des autres marques commerciales du groupe : McQuay, AAF, BarryBlower et JennFan.
1994 : La société malaisienne O.Y.L., filiale du groupe HONG LEONG, acquiert le groupe Snydergeneral. Wesper devient alors une filiale du Groupe OYL.
Décembre 1995 : Afin d'élargir sa notoriété nationale et internationale, Wesper adopte une nouvelle identité et prend le nom de McQUAY France.
Juillet 1998 : Mise en place d'un système d'assurance qualité et obtention de la certification ISO 9002
1999 : En octobre 1999, le Groupe ACE, filiale d’ECP Ltd (Electra Consumer Products), acquiert McQUAY France et la société change de dénomination sociale en redevenant Wesper S.A qui compte 260 personnes.

### Années 2000 et 2010
- 2004 : Obtention de la certification ISO 9001 V 2000. Wesper S.A. change de forme juridique et devient une Société à Action Simplifiée. Wesper S.A.S est présente sur le marché national et exporte ses produits sur l'Europe, l'Afrique et le Moyen-Orient.

- 2006 : Wesper S.A.S. se scinde en deux entités : les activités commerciales et marketing sont intégrés à ACE Marketing S.A.S., filiale du groupe ACE, alors que l'entité industrielle change de raison sociale et devient ACE Pons Industrie S.A.S. en janvier 2006. Le nom Wesper apparaît désormais comme étant une marque commerciale utilisée par le Groupe ACE essentiellement pour la commercialisation des matériels de chauffage, de ventilation, de conditionnement d'air et de réfrigération.

- Avril 2008 : ACE Pons Industrie S.A.S change de nom et devient Wesper Industrie France S.A.S. La société, avec 190 personnes, appartient au nouveau Groupe Airwell qui est un membre d'Elco Holdings Ltd.

- Début 2012, Airwell est scindé en deux entités[3] : Airwell Residential, pour la commercialisation des climatiseurs destinés aux particuliers ; Airwell Group (80 millions d'euros en 2012[réf. souhaitée]) pour tout le reste, notamment avec les deux sites de fabrication (Tillières-sur-Avre en Normandie et Pons en Charente-Maritime). Airwell Group commercialise alors ses produits destinés au secteur tertiaire sous les marques Airwell et Wesper. L’usine Wesper de Pons produit des aérothermes, des batteries échangeurs, des groupes de traitements d’air, etc. pour répondre aux besoins de sa maison mère (Airwell group) pour des applications commerciales, industrielles et tertiaires.

- En juin 2013, le Groupe Elco cède Airwell group au fonds d'investissement Dubag pour ne conserver que Airwell residential[4],[5]. Mais peu après, Airwell group est revendu à nouveau à un autre fonds allemand[réf. nécessaire].

- En avril 2014, après ses 4 années successives de pertes[réf. souhaitée], Airwell Group dépose son bilan[6].

- En juillet 2014, deux sociétés reprennent les actifs de Wesper. La société suédoise Systemair reprend Airwell France et Airwell Industrie[6]. Airwell Italie avait déjà été racheté par Systemair[6]. Wesper Industrie France est repris par le groupe catalan Hitecsa[6], entraînant 81 licenciements[7]. Elco conserve Airwell SAS[6]. La société change de nom et devient Wesper France SARL et compte 161 personnes sur le site de Pons.

- En décembre 2015, Wesper industrie France devenu Wesper France SARL est en liquidation à son tour, entraînant 96 licenciements[7], à la suite de l'échec de gestion de l'actionnaire espagnol Hitecsa.

### Situation actuelle
La société Air Thermik, constitué exclusivement d’actionnaires privés (dont d'anciens salariés) et industriels français (ste geothermik et climasol) [réf. nécessaire], a décidé en 09/2016 de faire redémarrer l’activité sur le site d’origine de Pons de 6 000 m2 sous la marque Wesper.
Trois sociétés font partie de l’environnement de la société Air Thermik (Marque Wesper)[réf. nécessaire] :
- Geothermik (rachat de multi climat en 2005)
- Climasol (rachat au groupe Wavin en 2013)
- SEE, société familiale d’installation de génie climatique et de réalisation de forage

Ce sont à présent des actionnaires privés[réf. nécessaire], qui se trouvent à la tête de Wesper.
A présent, Air Thermik est donc propriétaire[réf. nécessaire] :
- De la marque Wesper,
- Des nombreux[précision nécessaire] brevets,
- Des 38000 plans[réf. nécessaire],
- Et enfin de l’intégralité de l'outil de fabrication (presses et extendeurs OAK)

## Produits
Les produits Wesper peuvent être regroupés en trois familles :
- le matériel de conditionnement d'air avec les centrales de traitement d'air et les pompes à chaleur sur boucle d'eau ;
- le matériel de chauffage et ventilation avec les aérothermes hélicoïdes et centrifuges, les générateurs d'air chaud et les tourelles de ventilation ;
- le matériel de réfrigération avec les refroidisseurs de liquide, les tours de refroidissement et les aéroréfrigérants.